# جون سانت جون (مؤدي صوتي)
جون سانت جون (بالإنجليزية: Jon St. John)‏ هو مؤدي صوتي أمريكي ولد بتاريخ 19 ديسمبر 1960.

## أعماله
من الشخصيات التي أدى صوتها هو ذا بوستال دود

## وصلات خارجية
جون سانت جون على موقع IMDb (الإنجليزية)
- جون سانت جون على موقع ميوزك برينز (الإنجليزية)
- جون سانت جون على موقع ديسكوغز (الإنجليزية)
- جون سانت جون على موقع قاعدة بيانات الفيلم (الإنجليزية)